# Ojo Zarco, Alto Lucero de Gutiérrez Barrios
Ojo Zarco är en ort i Mexiko.   Den ligger i kommunen Alto Lucero de Gutiérrez Barrios och delstaten Veracruz, i den sydöstra delen av landet, 250 km öster om huvudstaden Mexico City. Ojo Zarco ligger 957 meter över havet och antalet invånare är 175.
Terrängen runt Ojo Zarco är huvudsakligen kuperad, men åt nordväst är den bergig. Runt Ojo Zarco är det ganska glesbefolkat, med 48 invånare per kvadratkilometer. Närmaste större samhälle är Naolinco de Victoria, 17,5 km väster om Ojo Zarco. I omgivningarna runt Ojo Zarco växer huvudsakligen savannskog.